# 後藤佑里奈
滝 佑里（たき ゆうり、5月18日 - ）は、日本の舞台女優、声優。北海道出身。劇団俳優座所属。旧芸名は後藤佑里奈（ごとう ゆりな）。

## 経歴
劇団俳優座26期生。2014年入団。

## 人物
趣味・特技は昭和歌謡、声楽、新体操。

## 出演

### 映画
- 一粒の麦 荻野吟子の生涯（2020年） - 吉田千代 役
- われ弱ければ 矢嶋楫子伝（2022年） - 宮本うめ 役

### 舞台
2014年
- 白いスケッチブック

2015年
- 三人姉妹
- 女とハニワ
- 娑婆に脱帽

2016年
- 僕の東京日記
- 反応工程
- リア王
- 気骨の判決

2017年
- ムーラン・ルージュ
- 転がる石に苔むさず

2018年
- いつもいつも君を憶ふ
- 首のないカマキリ

2019年
- 鋼のピアノ

2020年
- 雉はじめて鳴く
- 春の終わりに

2021年
- 戒厳令
- 紛争地域から生まれた演劇13

2022年
- カミノヒダリテ

2024年
- わが一高時代の犯罪

### 吹き替え

#### 映画
- エノーラ・ホームズの事件簿（物乞いの女の子 他）
- セラとチーム・スペード（チアメンバー 他）
- ブラック・ウィドウ（レラト〈リアニ・サミュアル〉）
- フロッグ（ミンディ〈リーベ・バラール〉）

#### ドラマ
- 今、私たちの学校は…（キム・ジミン〈キム・ジニョン〉）
- サイコだけど大丈夫（ソン・ビョル 他）
- サウンドトラック（アナ）
- ザ・コミー・ルール 元FBI長官の告白（アビー・コミー）
- スーパーナチュラル（ハンター女、デイナ）
- ダーティ・ジョン -秘密と嘘-（受付、エヴァ）
- ディキンスン 〜若き女性詩人の憂鬱〜 シーズン2
- ドラキュラ伯爵（女性）
- 保険教師アン・ウニョン（ウニョン幼少期 他）
- レジェンド・オブ・トゥモロー シーズン4（ブルーデンス）

#### アニメ
- ドックはおもちゃドクター ドックといっしょ（リーガン）
- ドラゴンズドグマ（女の子 他）
- パンダのシズカ
- ラッテと魔法の水の石（ウサギの子 他）

### VP
- 橋本総業 「みらいチャンネル」

### MV
- エラバレシ「バスケットクイーン」